# Peter Radszuhn
Peter Radszuhn (* 13. April 1954 in West-Berlin; † 18. Oktober 2014) war ein deutscher Hörfunkjournalist.

## Leben
Nach dem Studium der Germanistik an der Freien Universität Berlin legte er von 1978 bis 1979 als erster Haus-DJ im legendären SO36 in der Kreuzberger Oranienstraße auf. (Diese Zeit beschreibt er in dem 2012 erschienenen Buch (mit Film-DVD) und Dokumentarfilm Wir werden immer weitergehen.)
1978 gründete Radszuhn die Neue Deutsche Welle- bzw. Punk-Band Tempo, für die er bis zur Auflösung 1982 Gitarrist, aber auch Sänger und Kopf war. Danach übernahm er Aufgaben in der Musikbranche und die Leitung eines Festivals. Er war einige Jahre lang Mitglied in der Jury des Rockwettbewerbs des Berliner Senats. 1989 wurde er Radio-Mitarbeiter und war dann sechs Jahre lang Musikredakteur beim SFB.
Ein Jahr lang war er 1996 Programmchef Musik beim ORB, bevor er 1997 zum Mitbegründer des neuen Senders Radio Eins wurde. Er positionierte die Welle musikalisch als Programmalternative zum Formatradio-Konzept der kommerziellen Konkurrenz. Statt vornehmlich die aktuellen Musikcharts zu bringen, war die Welle mit dem Slogan „Nur für Erwachsene“ breiter aufgestellt. Neben den vielen von ihm geführten Live-Interviews mit etablierten internationalen Musikern war er besonders stolz auf die Radio-Erstauftritte mit Bandmitgliedern von The Strokes, White Stripes oder Wir sind Helden. Diese liefen bei Radio Eins, bevor diese Bands sich in Deutschland durchgesetzt hatten.
Mit ihm und seiner Programmgestaltung erhielt 2003 Radio Eins als erste deutsche Radiostation den Echo-Preis für die beste Medialeistung 2003, da unter anderem die Länge der Interviews vier Minuten über dem Bundesdurchschnitt lag.
Peter Radszuhn war von 1997 bis 2014 Programmchef Musik des RBB-Senders Radio Eins. In der von ihm moderierten Sendung Prime Cuts stellte er immer mittwochs Klassiker und Neuerscheinungen aus Rock- und Popmusik vor.
„Das Leben ist zu kurz für schlechte Musik“, war sein Motto, das er in einem Interview mit der Berliner Zeitung äußerte. Der Rolling Stone und Der Spiegel online nannten ihn im Nachruf einen „stilbildenden Musikjournalisten“.
Peter Radszuhn war seit 1994 verheiratet. Er starb im Alter von 60 Jahren und hinterließ eine Tochter.

### Film
- 1984: So war das S.O. 36, Dokumentation über das SO36 in den frühen 1980er Jahren, Regie von Manfred O. Jelinski und Jörg Buttgereit (Co-Regie), 90 Minuten.